# Crkva sv. Margarete u Gornjoj Kupčini
Crkva sv. Margarete je crkva u naselju Gornja Kupčina koje je u sastavu grada Jastrebarsko, zaštićeno kulturno dobro.

## Opis dobra
Crkva historicističkih karakteristika sagrađena na mjestu starije crkve je jednobrodna građevina pravokutnog tlocrta manjih dimenzija s užim, poligonalno zaključenim svetištem i zvonikom na glavnom pročelju. Nad brodom je strop, a svetište je svođeno. Inventar djelomično pripada staroj crkvi iz 18.stoljeća, a dio je iz 19. i početka 20.stoljeća.

## Zaštita
Pod oznakom Z-1890 zavedena je kao nepokretno kulturno dobro - pojedinačno, pravna statusa zaštićena kulturnog dobra, klasificirano kao "sakralna graditeljska baština".